# 4065 Meinel
4065 Meinel è un asteroide della fascia principale. Scoperto nel 1960, presenta un'orbita caratterizzata da un semiasse maggiore pari a 2,2678211 UA e da un'eccentricità di 0,0760327, inclinata di 5,16872° rispetto all'eclittica.